# Stěžov
Stěžov je malá vesnice, část obce Milín v okrese Příbram ve Středočeském kraji. Nachází se asi čtyři kilometry východně od Milína. Je zde evidováno 45 adres. V roce 2011 zde trvale žilo 67 obyvatel.
Stěžov je také název katastrálního území o rozloze 9,77 km². Sousedí s katastrálními územími Radětice (na jihozápadě), Drsník (obec Pečice, krátká hranice na jihozápadě), Smolotely (u jihovýchodního cípu), Káciň (na východě), Jablonná (severní část východní hranice), Višňová (na severu, hranici tvoří silnice II/118), Háje u Příbramě (na západě, hranice vede podél silnice I/4) a pouze kratičkou hranicí nedaleko osady Buk sousedí s katastrálním územím Milín. Ke vsi patří též část samoty Placy (hájovna čp. 37 a rekreační objekty ev. č. 2, 3 a 4 jižně od hájovny), hájovna Na Pelechu a Podstěžovský Mlýn.

## Historie
Nejstarší písemná zmínka o Stěžovu pochází z roku 1228, kdy byl zmíněn jako zboží kláštera svatého Jiří. Ve 14. století se stal služebním manstvím hradu Karlštejna. Později se zde vystřídala řada majitelů. Z roku 1540 je nejstarší zmínka o zdejší tvrzi, která stála pravděpodobně v areálu někdejšího dvora v jihozápadní části osady a podle pramenů později zanikla. Roku 1665 se stal Stěžov součástí dobříšského panství. U některých hospodářských budov se zachovaly raně barokní štíty.

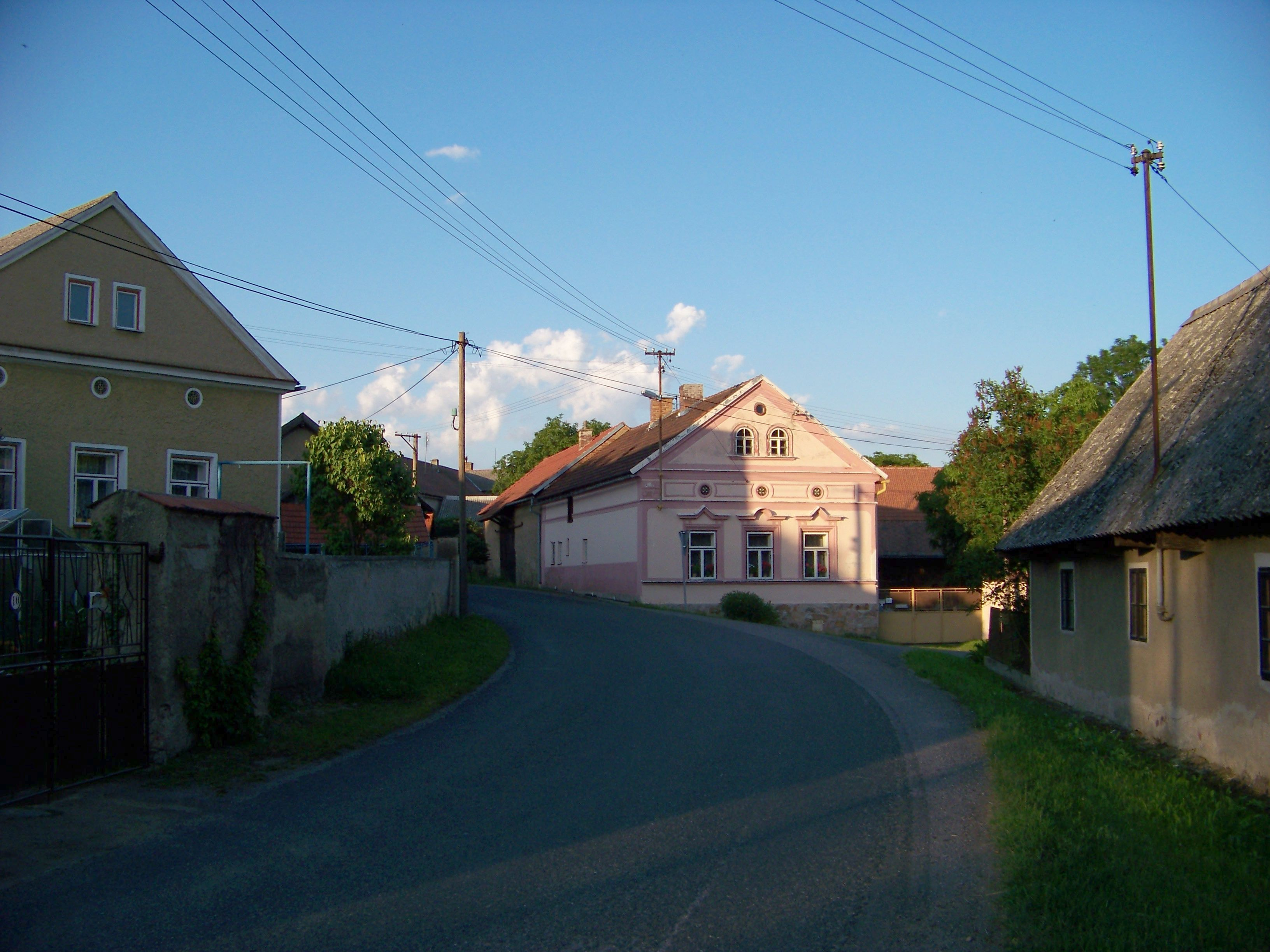
Dům čp. 16 v zatáčce silnice III/11812

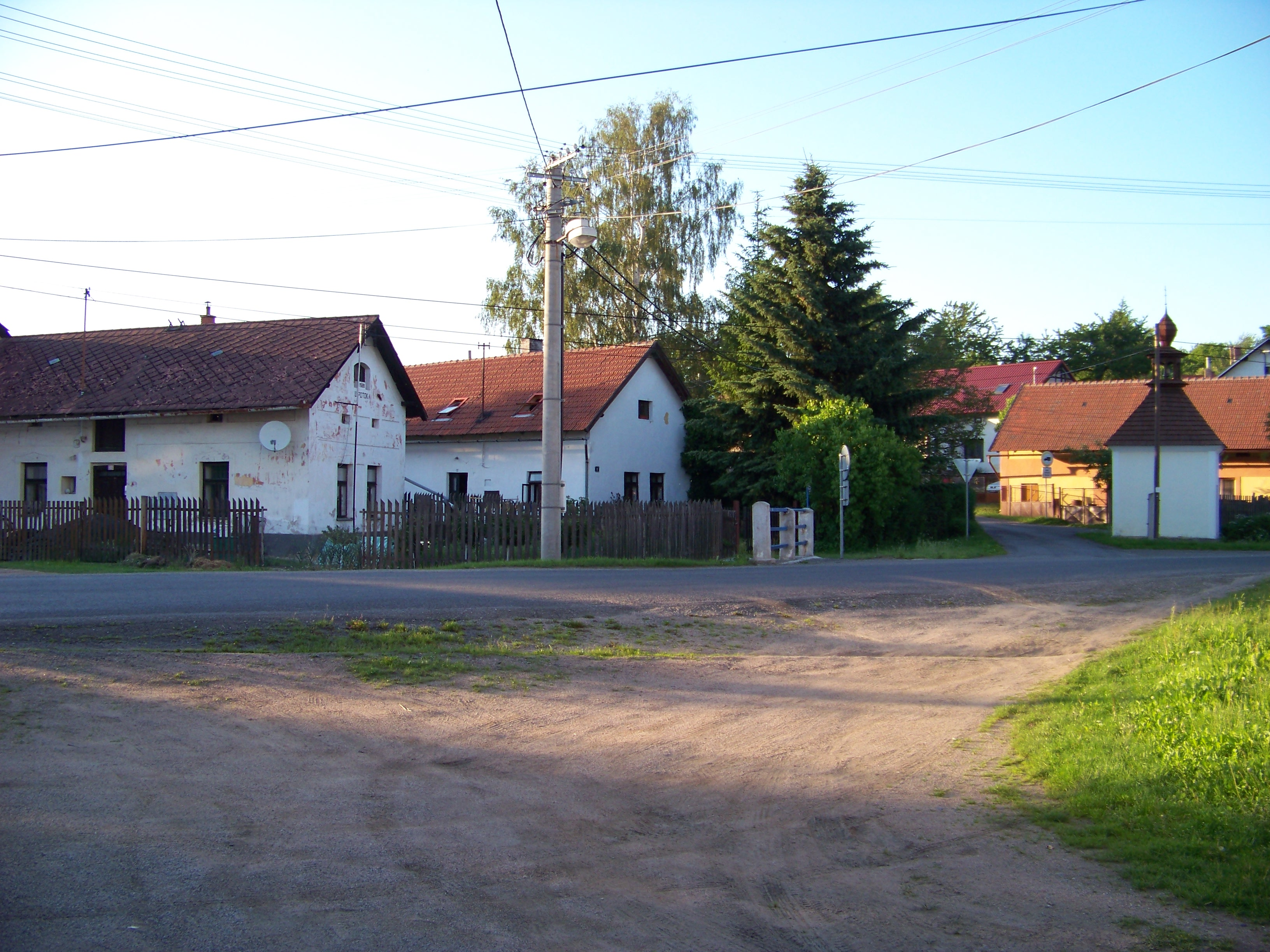
Náves se stavením čp. 7 (U Potoka) a kapličkou

V obci Stěžov bylo v roce 1932 evidováno 214 obyvatel a tyto živnosti a obchody: družstvo pro rozvod elektrické energie Radětice a Stěžov, 2 hostince, jednatelství, kovář, krejčí, mlýn, 4 rolníci, obchod se smíšeným zbožím, Spořitelní a záložní spolek pro Stěžov, 2 tesařští mistři, trafika.
Ve Stěžově byla trojtřídní obecná škola.
Podstatná část území Stěžova (400 hektarů) patřila historicky do vlastnictví velkostatku. Tomu patřila honitba i rybníky Strašil, Hlouzálek, Velký, Mlýnský, Stupník, Kuchyňský a Kartouzek. Hajní velkostatku dlouhá léta sídlili v hájovně „Na Pelechu“. Při pozemkových reformách ve 20. letech a po roce 1945 přešla velká část půdy velkostatku do vlastnictví drobných a středních rolníků a majitele změnil i zbytkový statek. Ve 20. letech 20. století byl utvořen honební výbor, který rozhodoval o pronájmu honitby. Od roku 1929 byla honitba pronajata dvěma místním myslivcům, ale po třech letech jim byla odebrána, protože neplatili nájem ani náhrady škod způsobených zvěří. Ve veřejné dražbě pak honitbu dostal do pronájmu (až do roku 1939) Dr. Bernkop, nájemce příbramského pivovaru. V dalších letech byla honitba pronajata opět místním myslivcům, načas bylo do společenství přijato i několik myslivců z Kácině, kteří však byli poté vyloučeni pro podezření z pytláctví. Později byla stěžovská honitba sloučena s radětickou a vytvořeno Myslivecké sdružení Radětice – Stěžov.
Ve Stěžově působí sbor dobrovolných hasičů, který 17. září 2011 oslavil 120 let své historie.

## Přírodní poměry
Vesnicí protéká Stěžovský potok. Na něm se zde nachází několik rybníků: Strašil u západního okraje vsi a Velký rybník a Mlýnský rybník s Podstěžovským mlýnem nedaleko jihovýchodně od vsi. Na bezejmenném pravém přítoku jihozápadně od vsi se nachází ještě rybník Kartouzek. Severní lesnatou částí území obce protéká od západu k východu kolem samoty Na Pelechu Hronovský potok, který se nedaleko vlévá do Vápenického potoka, který teče podobným směrem o něco severněji. Ještě severněji teče další, bezejmenný přítok, který pramení nedaleko silnice II/118.
V severní části území obce se nachází několik pojmenovaných vrcholů: Vysoký (583 metrů), Spálený vrch (nedaleko hájovny Placy, 540 metrů), Štírův vrch (559 metrů), Číčová (576 metrů), Bohatá, východně od Stěžova je pak ještě vrch Hronov (513 metrů).
Po území je vyznačeno několik turistických značených tras. Modře, zeleně i červeně značená trasa vedou od Příbrami, přičemž červená vede přes ves Stěžov a modrá a zelená nedaleko vrchů Vysoký a Spálený, zelená pak kolem hájovny Placy do dalších lesů na severovýchodě a modrá kolem vrchu Hronov na Káciň. Na území obce nejsou vyznačeny žádné cyklotrasy.

## Pískovna
Poblíž osady se nachází bývalá pískovna. Bývalý majitel, stěžovský rodák, ji od zemědělského družstva dostal v restituci. V 90. letech ji chtěl využít jako skládku stavebního odpadu (údajně též teplárenského popílku) a poté rekultivovat. Občané Stěžova s podporou vedení obce proti záměru protestovali peticí.
2. března 2009 oznámil Josef Litowczyk (známý z minulosti vytvářením černých skládek nebezpečného odpadu na Berounsku) Středočeskému kraji záměr „Těžba a rekultivace nevýhradního ložiska eluviálního štěrkopísku Stěžov“. K odporu proti tomuto záměru vzniklo Občanské sdružení Stěžov, v jehož čele stojí milínský zastupitel Petr Hrubý. Zastupitelstvo obce Milín 9. září 2009 k žádosti kraje o stanovisko jednomyslně přijalo usnesení, že neschvaluje záměr těžby nevýhradního ložiska eluviálního štěrkopísku Stěžov, a to se 7 důvody, například kvůli neujasněnému množství zde ukládané zeminy, neujasněnému zdroji vody, neprovedenému průzkumu zásob písku a jeho radonové výdajnosti, nedostatečným parametrům příjezdových cest a nedostatečně provedenému průzkumu živočichů a rostlin.

## Obyvatelstvo
| Rok            | 1869 | 1880 | 1890 | 1900 | 1910 | 1921 | 1930 | 1950 | 1961 | 1970 | 1980 | 1991 | 2001 | 2011 | 2021 |
| -------------- | ---- | ---- | ---- | ---- | ---- | ---- | ---- | ---- | ---- | ---- | ---- | ---- | ---- | ---- | ---- |
| Počet obyvatel | 257  | 254  | 268  | 258  | 229  | 212  | 210  | 142  | 134  | 101  | 75   | 93   | 82   | 67   | 63   |
| Počet domů     | 33   | 35   | 36   | 36   | 36   | 36   | 38   | 35   | 34   | 28   | 26   | 31   | 33   | 33   | 36   |

## Obecní správa
Při sčítání lidu v letech 1850–1975 Stěžov byl samostatnou obcí v okrese Příbram. Od 1. ledna 1976 do 31. prosince 1979 byl částí obce Radětice v okrese Příbram. Od 1. ledna 1980 je částí obce Milín v okrese Příbram. Poté se Radětice opět osamostatnily, ale Stěžov již zůstal součástí Milína. V letech 1850–1879 k obci patřil Drsník.

## Doprava
Vesnice Stěžov leží při silnici III/11812, která vede z Příbrami do Horních Hbit. Sousedními vesnicemi na této silnici jsou Radětice (asi 1,3 kilometru jihozápadně) a Káciň (asi dva kilometry východně). Po okrajích katastrálního území Stěžov vedou silnice I/4 a II/118.
Přes vesnici jezdí autobusová linka SID č. D42 (300042) Příbram – Petrovice, která je v provozu v pracovní dny ojedinělé spoje i v neděli. Část spojů linky D42 a linka D43 (300043) Příbram – Smolotely nejede přes vesnici, ale projíždějí po silnici II/118 kolem hájovny Placy na severní hranici katastrálního území. S vesnicí Milín, k níž je přiobcován, je Stěžov spojen pouze jedním párem školních spojů na lince D42. Nejbližší železniční stanice (Milín na trati 200) je vzdálená po silnici asi osm kilometrů od Stěžova.